# Cargue

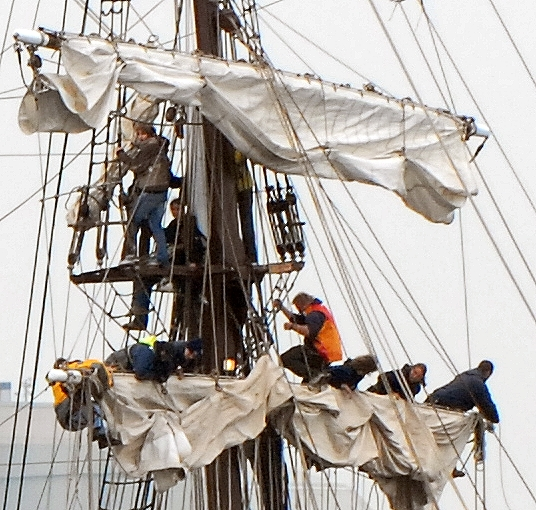
Voile carrée carguée.

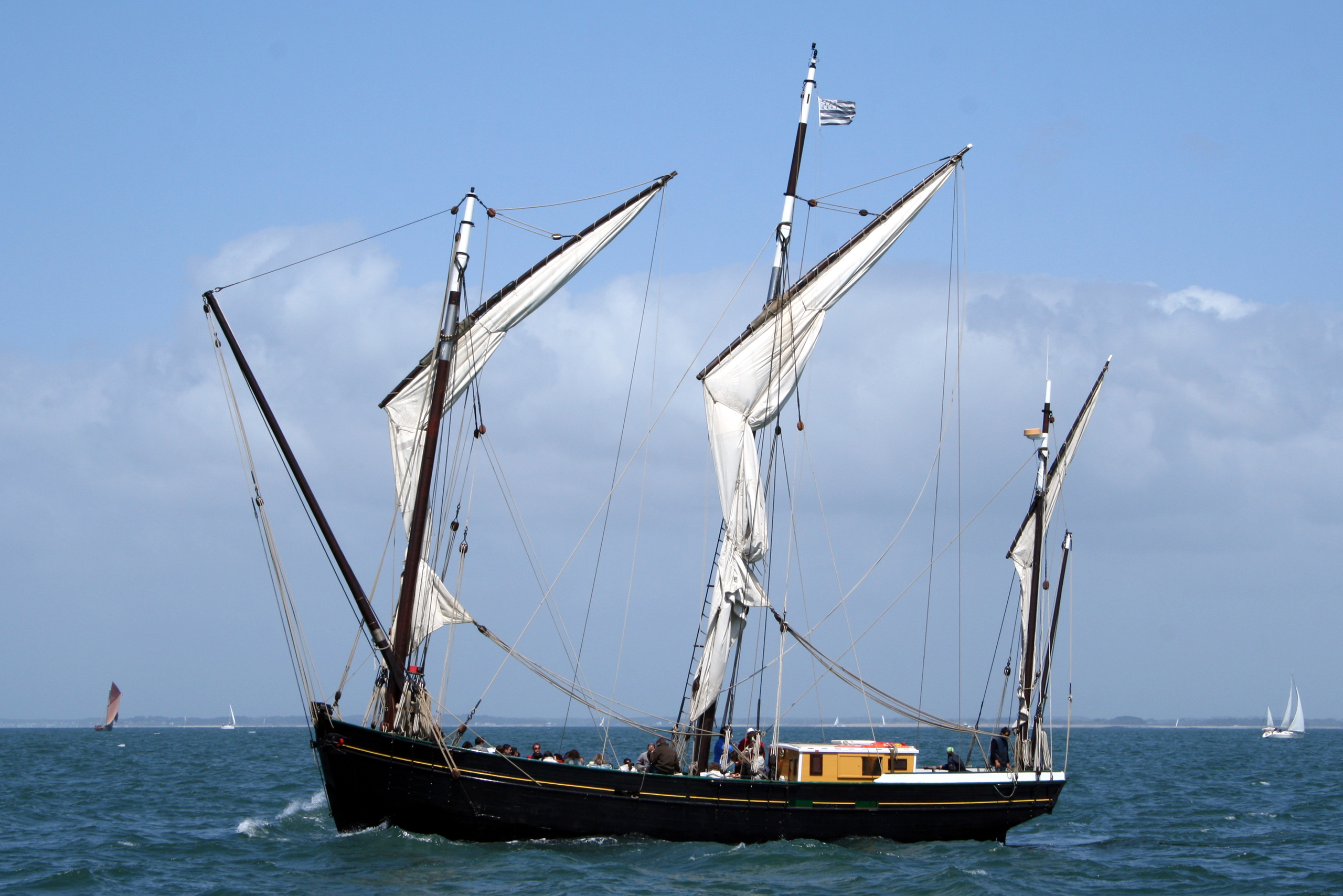
Le Corentin, avec ses voiles auriques carguée

Sur un navire à voile, les cargues sont des cordages, manœuvrés depuis le pont et qui servent à carguer (replier) les voiles qu'on ne souhaite plus utiliser par exemple parce que le vent forcit ou parce que le voilier arrive au port. Pour parachever la manœuvre et éviter toute prise au vent, la voile carguée doit être ensuite rabantée (rangée proprement et serrée) avec des rabans (cordages). 

## Différents types
Sur un voilier équipé d'un gréement carré on distingue :
- les cargues-points qui tirent sur les points d'écoute et d'amure ;
- les cargues-fonds qui replient la bordure (bas de la voile) ;
- les cargues-boulines qui replient les chutes (côtés de la voile).

Les cargues font partie des manœuvres courantes c'est-à-dire des cordages qui permettent d'agir sur le gréement et la voilure.